# Delphacodes albifascia
Delphacodes albifascia är en insektsart som först beskrevs av Matsumura 1900.  Delphacodes albifascia ingår i släktet Delphacodes och familjen sporrstritar. Inga underarter finns listade i Catalogue of Life.